# Laneuville-au-Bois
Laneuville-au-Bois is een dorp in de Belgische provincie Luxemburg. Het ligt in Tenneville, ruim vier kilometer ten westen van het centrum van Tenneville, aan de rand van het uitgestrekte Bos van Freyr.

## Geschiedenis
De Ferrariskaart uit de jaren 1770 toont de plaats als het dorpje Neuville au Bois, midden in het uitgestrekte kroonjachtdomein Bois de Freyre et de Bensimont.
Op het eind van het ancien régime werd Laneuville-au-Bois een gemeente, maar deze werd in 1823 alweer opgeheven en net als Ortheuville bij Tenneville gevoegd.

## Bezienswaardigheden
- de Église Saint-Valère

## Verkeer en vervoer
Een paar kilometer ten westen van Laneuville-au-Bois loopt de N89/E46 tussen Saint-Hubert en La Roche-en-Ardenne.
Deelgemeenten: Champlon · Erneuville · Tenneville

Overige dorpen: Baconfoy · Beaulieu · Belle-Vue · Berguème · Cens · Grainchamps · Journal · Laneuville-au-Bois · Mochamps · Ortheuville · Prelle · Ramont · Tresfontaines · Wembay · Wyompont 

Belgische gemeenten · Arrondissement Marche-en-Famenne · Luxemburg · Wallonië